# Potov Vrh
Potov Vrh je naselje u slovenskoj Općini Novom Mestu. Potov Vrh se nalazi u pokrajini Dolenjskoj i statističkoj regiji Jugoistočnoj Sloveniji. 

## Stanovništvo
Prema popisu stanovništva iz 2002. godine naselje je imalo 157 stanovnika.